# Коритне
Коритне (словац. Korytné) — село и одноимённая община в районе Левоча Прешовского края Словакии. В письменных источниках начинает упоминаться с 1297 года.

## География
Село расположено в юго-западной части края, к северу от реки Горнад, при автодороге 3218. Абсолютная высота — 516 метров над уровнем моря. Площадь муниципалитета составляет 4,38 км².

## Население
| Год:                | 1994 | 2004 | 2014     | 2024    |
| ------------------- | ---- | ---- | -------- | ------- |
| Количество человек: | 0    | 112  | 92       | 98      |
| Разница:            |      | –    | −17,85 % | +6,52 % |

По данным последней официальной переписи 2021 года, численность населения Коритне составляла 89 человек.
Национальный состав населения (по данным переписи населения 2011 года):
| Национальность | Численность, человек |
| -------------- | -------------------- |
| словаки        | 92                   |
| венгры         | 1                    |
| не указана     | 9                    |

По данным переписи 2021 года, в конфессиональном составе населения преобладали католики (89,9 %) и греко-католики (2,2 %).